# Henry Somerset, 1. Duke of Beaufort

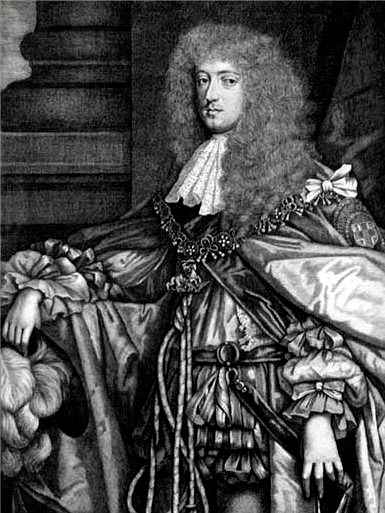
Henry Somerset, 1. Duke of Beaufort

Henry Somerset, 1. Duke of Beaufort, KG, PC (* 1629; † 21. Januar 1700) war ein englischer Peer.

## Leben
Henry Somerset wurde auf Raglan Castle als ältester Sohn von Edward Somerset, 2. Marquess of Worcester, und dessen erster Gattin Elizabeth Dormer geboren. Er war ein Ururururenkel von Charles Somerset, 1. Earl of Worcester, einem unehelichen Sohn von Henry Beaufort, 2. Duke of Somerset, einem Heerführer auf Seiten des Hauses Lancaster in den Rosenkriegen.
Als Heir apparent seines Vaters führte er ab 1646 den Höflichkeitstitel Lord Herbert.
1660 trat er als Colonel eines Infanterieregiments in die englische Armee ein. 1660 wurde er als Knight of the Shire für Monmouthshire ins House of Commons gewählt. Zudem war er von 1660 bis 1689 Lord Lieutenant von Monmouthshire, Herefordshire und Gloucestershire. 1661 wurde er Colonel eines Kavallerieregiments. 1663 schloss er sein Studium an der Universität Oxford als Master of Arts ab. Beim Tod seines Vaters am 3. April 1667 erbte er dessen Adelstitel als 3. Marquess of Worcester, 7. Earl of Worcester und 9. Baron Herbert. Er erhielt dadurch einen Sitz im House of Lords und schied dazu aus dem House of Commons aus.
Er hatte das Amt des Lord President of Wales inne und wurde 1672 als Knight Companion in den Hosenbandorden sowie am 22. April 1679 ins Privy Council aufgenommen.
Als Nachfahre von John of Gaunt war er mit dem Königshaus Stuart verwandt und unterstützte die Stuart-Restauration. Für seine Verdienste erhob ihn König Karl II. am 2. Dezember 1682 zum Duke of Beaufort. Nach der Glorious Revolution verweigerte Somerset König William III. den Treueeid.

## Familie
Er heiratete am 17. August 1657 Mary Capell (1630–1715), die Tochter von Arthur Capell, 1. Baron Capell of Hadham, eine Schwester von Arthur Capell, 1. Earl of Essex, und Witwe von Henry Seymour, Lord Beauchamp (1626–1654). Sie hatten gemeinsam drei Söhne und vier Töchter:
- Henry Somerset, Lord Herbert († jung);
- Charles Somerset, Marquess of Worcester (1660–1698), Militär und Politiker, ⚭ 1682 Rebecca Child, Tochter des Sir Josiah Child, 1. Baronet;
- Lord Arthur Somerset (* 1663), ⚭ Mary Russell, Tochter des Sir William Russell, 1. Baronet;
- Lady Mary Somerset (1664–1733), Lady of the Bedchamber, ⚭ 1685 James Butler, 2. Duke of Ormonde;
- Lady Henrietta Somerset (um 1670–1715), ⚭ (1) 1685 Henry Horatio O’Brien, Lord Ibrackan, ⚭ (2) 1685 Henry Howard, 6. Earl of Suffolk;
- Lady Anne Somerset (1673–1763), ⚭ 1686 Thomas Coventry, 2. Earl of Coventry;
- eine vierte Tochter (* um 1663) starb vermutlich jung.

Somersets Sohn Charles starb, bevor er die Titel seines Vaters erben konnte; die Würde ging daher auf dessen Sohn Henry über.